# Rajdowe Mistrzostwa Europy 1977
Sezon Rajdowych Mistrzostw Europy 1977 był 25 sezonem Rajdowych Mistrzostw Europy (FIA European Rally Championship). Składał 40 rajdów, o różnych współczynnikach (1,2,3,4), rozgrywanych w Europie.

## Kalendarz
W sezonie 1977 do mistrzostw Europy zaliczane było 40 rajdów, o różnym stopniu punktacji w ERC, rajdy z najwyższym współczynnikiem – 4, były punktowane najwyżej, potem rajdy o współczynniku 3, 2 i 1.
| Runda | Data               | Nazwa rajdu                                   | Zwycięzca              | Wsp. rajdu | Wyniki |
| ----- | ------------------ | --------------------------------------------- | ---------------------- | ---------- | ------ |
| 1     | 13-16 stycznia     | 8. Rajd Jänner                                | Franz Wittmann sen.    | 1          | Wynik  |
| 2     | 4-6 lutego         | 20. Boucles de Spa                            | Tony Pond              | 1          | Wynik  |
| 3     | 4-6 lutego         | 7. Hanley Forklift Galway International Rally | Roger Clark            | 1          | Wynik  |
| 4     | 4-6 lutego         | 12. Rajd Arktyczny                            | Ari Vatanen            | 4          | Wyniki |
| 5     | 12-13 lutego       | Sachs Winter Rally Marktredwitz 1977          | Achim Warmbold         | 1          | Wyniki |
| 6     | 18-20 lutego       | 25. Rally Costa Brava                         | Beny Fernández         | 3          | Wyniki |
| 7     | 18-20 lutego       | 22. Hankiralli                                | Stig Blomqvist         | 2          | Wyniki |
| 8     | 26-27 marca        | 6. Rally di Sicilia                           | Bernard Darniche       | 2          | Wyniki |
| 9     | 26-27 kwietnia     | 38. Benson & Hedges Circuit of Ireland        | Bernard Darniche       | 3          | Wyniki |
| 10    | 21-23 kwietnia     | 10. Rallye dell’Isola d’Elba                  | Bernard Darniche       | 3          | Wyniki |
| 11    | 29 kwietnia-1 maja | 11. Rallye Firestone                          | Bernard Darniche       | 3          | Wyniki |
| 12    | 5-8 maja           | 26. Internationale Gulf Tulpenrallye          | Gilbert Staepelaere    | 2          | Wyniki |
| 13    | 7-8 maja           | 20. Criterium Alpin                           | Bernard Darniche       | 3          | Wyniki |
| 14    | 12-16 maja         | 11. YU Rally                                  | Bernard Darniche       | 1          | Wyniki |
| 15    | 12-14 maja         | 14. Western Mail International Welsh Rally    | Pentti Airikkala       | 2          | Wyniki |
| 16    | 13-15 maja         | 8. Criterium Lucien Bianchi                   | Bernard Darniche       | 2          | Wyniki |
| 17    | 19-21 maja         | 26. Rallye Hessen                             | Achim Warmbold         | 2          | Wyniki |
| 18    | 27-30 maja         | 2. South Swedish Rally                        | Sören Nilsson          | 1          | Wyniki |
| 19    | 3-5 czerwca        | 7. Rally 4 Regioni                            | Bernard Darniche       | 3          | Wyniki |
| 20    | 5-7 czerwca        | 32. Esso-Lombard Scottish Rally               | Ari Vatanen            | 3          | Wyniki |
| 21    | 11-13 czerwca      | 8. Rally Zlatni Piassatzi                     | Reiner Altenheimer     | 3          | Wyniki |
| 22    | 24-25 czerwca      | 12. Rallye d’Antibes                          | Jean-Claude Andruet    | 3          | Wyniki |
| 23    | 24-26 czerwca      | 13. 24 Uren van Ieper                         | Bernard Darniche       | 3          | Wyniki |
| 24    | 1-3 lipca          | 13. Rally Campagnolo e delle Alpi Orientali   | Antonio Carello        | 2          | Wyniki |
| 25    | 8-10 lipca         | 37. Rajd Polski                               | Bernard Darniche       | 4          | Wyniki |
| 26    | 20-24 lipca        | 10. Int. AvD/STH-Hunsrück Rallye              | Reinhard Hainbach      | 1          | Wyniki |
| 27    | 29-31 lipca        | 12. Danube Rally                              | Ilia Chubrikov         | 2          | Wyniki |
| 28    | 26-28 sierpnia     | 16. Int.Taurus Rally                          | Attila Ferjáncz        | 1          | Wyniki |
| 29    | 2-4 września       | 14. Rajd San Martino di Castrozza             | Sandro Munari          | 4          | Wyniki |
| 30    | 8-11 września      | 14. Sachs Rally Baltic                        | Achim Warmbold         | 2          | Wyniki |
| 31    | 10-12 września     | 2. Halkidiki Rally                            | Tasos Livieratos       | 1          | Wyniki |
| 32    | 15-17 września     | 15. Manx International Trophy Rally           | Pentti Airikkala       | 1          | Wyniki |
| 33    | 17-20 września     | 36. Tour de France Automobile                 | Bernard Darniche       | 4          | Wyniki |
| 34    | 23-25 września     | 5. Cyprus International Rally                 | Kypros Kyprianou       | 2          | Wyniki |
| 35    | 13-15 października | 20. ÖASC Rallye                               | Gilbert Staepelaere    | 2          | Wyniki |
| 36    | 15-16 października | 10. Rallye International de la Châtaigne      | Guy Fréquelin          | 1          | Wyniki |
| 37    | 21-23 października | 25. RACE Rallye de España                     | Michèle Mouton         | 4          | Wyniki |
| 38    | 4-6 listopada      | 15. Międzynarodowy Rajd Warszawski            | Guy Fréquelin          | 1          | Wyniki |
| 39    | 11-13 listopada    | 7. Volta ao Algarve                           | Manuel Queirós Pereira | 1          | Wyniki |
| 40    | 27-28 listopada    | 3. Bosphorus Rally                            | Leo Pittoni            | 1          | Wyniki |

## Klasyfikacja kierowców[1]
W tym sezonie w ERC punktowano pierwszych dziesięciu zawodników w systemie: 20, 15, 12, 10, 8, 6, 4, 3, 2, 1. Zdobyte punkty mnożono przez współczynnik rajdu (od 1 do 4). Tabela poniżej przedstawia pierwszą dziesiątkę. Uwzględniono tu tylko rajdy z najwyższym współczynnikiem (4).
| Msc. | Kierowca               | FIN | POL | ITA | FRA | ESP | Punkty |
| ---- | ---------------------- | --- | --- | --- | --- | --- | ------ |
| 1.   | Bernard Darniche       |     | 1   |     | 1   | 4   | 500    |
| 2.   | Michèle Mouton         |     |     |     | 2   | 1   | 215    |
| 3.   | Ari Vatanen            | 1   |     |     |     |     | 180    |
| 4.   | Beny Fernández         |     | NU  | 6   |     | NU  | 129    |
| 5.   | Salvador Cañellas Gual |     | 7   |     |     | 2   | 124    |
| 6.   | Russell Brookes        | NU  |     |     |     |     | 120    |
| 7.   | Billy Coleman          |     |     |     |     |     | 115    |
| 8.   | Maurizio Verini        |     |     | 3   |     |     | 113    |
| 9.   | Gilbert Staepelaere    |     |     |     |     |     | 110    |
| 10.  | Mauro Pregliasco       |     |     | 2   |     |     | 105    |

| Kolor     | Opis                   |
| --------- | ---------------------- |
| Złoty     | Zwycięzca              |
| Srebrny   | 2. miejsce             |
| Brązowy   | 3. miejsce             |
| Zielony   | Punktowane miejsce     |
| Niebieski | Ukończył nie punktował |
| Fioletowy | Nie ukończył NU        |
| Czarny    | Wykluczony X           |
| Biały     | Nie wystartował NW     |
| Puste     | Nie brał udziału       |

| Msc. | Kierowca               | FIN | POL | ITA | FRA | ESP | Punkty |
| ---- | ---------------------- | --- | --- | --- | --- | --- | ------ |
| 1.   | Bernard Darniche       |     | 1   |     | 1   | 4   | 500    |
| 2.   | Michèle Mouton         |     |     |     | 2   | 1   | 215    |
| 3.   | Ari Vatanen            | 1   |     |     |     |     | 180    |
| 4.   | Beny Fernández         |     | NU  | 6   |     | NU  | 129    |
| 5.   | Salvador Cañellas Gual |     | 7   |     |     | 2   | 124    |
| 6.   | Russell Brookes        | NU  |     |     |     |     | 120    |
| 7.   | Billy Coleman          |     |     |     |     |     | 115    |
| 8.   | Maurizio Verini        |     |     | 3   |     |     | 113    |
| 9.   | Gilbert Staepelaere    |     |     |     |     |     | 110    |
| 10.  | Mauro Pregliasco       |     |     | 2   |     |     | 105    |

| Kolor     | Opis                   |
| --------- | ---------------------- |
| Złoty     | Zwycięzca              |
| Srebrny   | 2. miejsce             |
| Brązowy   | 3. miejsce             |
| Zielony   | Punktowane miejsce     |
| Niebieski | Ukończył nie punktował |
| Fioletowy | Nie ukończył NU        |
| Czarny    | Wykluczony X           |
| Biały     | Nie wystartował NW     |
| Puste     | Nie brał udziału       |